# Crassispira melonesiana
Crassispira melonesiana is een slakkensoort uit de familie van de Pseudomelatomidae. De wetenschappelijke naam van de soort is voor het eerst geldig gepubliceerd in 1901 door Dall & Simpson.